# Adolf Schön
Pour les articles homonymes, voir Schön.
Adolf Schön (né le 8 avril 1906 à Wiesbaden et mort le 2 août 1987 à Francfort-sur-le-Main) est un coureur cycliste allemand, professionnel de 1930 à 1943 puis de 1946 à 1947. Excellent coureur des six jours, il s'est aussi classé dixième du Tour de France 1930.

## Palmarès sur piste

### Championnats du monde
- Copenhague 1937
  -  Médaillé de bronze du demi-fond

### Championnats nationaux
- Champion d'Allemagne de demi-fond : 1937 (3e en 1938)

### Six Jours
- Six Jours de Cologne : 1931 et 1933 (avec Karl Göbel)
- Six Jours de Dortmund : 1931 (avec Jan Pijnenburg) et 1933 (avec Paul Buschenhagen)
- Six Jours de Berlin : 1931 (avec Jan Pijnenburg)
- Six Jours de Francfort : 1932 (avec Oskar Tietz)
- Six Jours de Bruxelles : 1933 (avec Jan Pijnenburg)
- Six Jours de Paris : 1937 (avec Kees Pellenaars)

### Autres
- Roue d'Or d'Erfurt : 1937

## Palmarès sur route

### Par année
- 1930
  - 7e étape du Tour d'Allemagne (contre-la-montre par équipes)
  - 10e du Tour de France

### Résultat sur le Tour de France
1 participation
- 1930 : 10e